# 罗江街道
罗江街道，是中华人民共和国福建省宁德市福安市下辖的一个乡镇级行政单位。

## 行政区划
罗江街道下辖以下1个社区、8个村：
罗江村，三江社区，南安村，大留村，小留村，樟港村，加招村，北山村，坑门里村。
2012年，从赛岐镇析出罗江村、三江社区，从甘棠镇析出南安、大留、小留、樟港、加招、北山、坑门里等7个村，设立罗江街道。上述乡级行政区划原由福安经济开发区（赛岐开发区）代管。